# Касаткин, Иван Михайлович
Ива́н Миха́йлович Каса́ткин (30 марта [11 апреля] 1880, дер. Барановица, Кологривский уезд, Костромская губерния — 19 апреля или 21 апреля 1938, Москва) — русский советский писатель, редактор, сотрудник ВЧК.

## Биография
Родился в крестьянской семье в деревне Барановицы Кологривского уезда Костромской губернии (теперь Кологривский район Костромской области). С 9 лет начал зарабатывать себе на жизнь, в 13 лет научился читать. С 14 лет знаком с Генрихом Ягодой.
В 1899 переехал в Санкт-Петербург, работал слесарем, помощником машиниста, посещал подпольные кружки. В 1902 учился стихосложению у К. К. Случевского. В том же году вступил в РСДРП, за революционную деятельность не раз бывал в тюрьме и в ссылке.
В 1904 в Нижнем Новгороде организовал подпольную типографию (в доме, где находилась квартира отца Г. Ягоды; юный Генрих участвовал в её работе). В 1907 опубликовал первый рассказ. В 1907—1908 годах в газетах «Судоходец», «Нижегородский листок» Касаткин опубликовал 30 рассказов, очерков, стихотворений.
С 1908 г. переписывался с Горьким. Горький принял живейшее участие в литературной судьбе Касаткина. Он оказывал ему материальную помощь, рекомендовал круг чтения, советовал темы для рассказов, редактировал их. По рекомендации Горького рассказы Касаткина публиковались в «Заветах», «Просвещении», в сборниках товарищества «Знание». Переписка между Касаткиным и Горьким насчитывает около 100 писем. Личное знакомство состоялось в 1914 году в Москве.
В 1914 году Касаткин переехал в Петербург. В 1916 по предложению Е. П. Пешковой возглавил отряд по собиранию на Западном фронте сирот и детей беженцев и доставлял их в Москву. При его участии организовано 18 приютов и 43 столовые. После революции занимал различные посты в советских учреждениях.
В ноябре 1917 познакомился с председателем минского совета К. И. Ландером. Весной 1918 года Касаткин возвратился в Москву. Был инспектором по преобразованию губернских палат в отделы Наркомата госконтроля РСФСР (нарком К. И. Ландер). В 1918 г. выполнял спецзадание по обследованию завода взрывчатых веществ в Нижнем Новгороде.
Заведовал издательством ВЦИК. В 1919 вместе с В. Воровским основал Госиздат, был членом его первой редколлегии, затем заведующим литературно-художественным отделом. Председатель литературно-художественной коллегии литературного отдела Наркомпроса РСФСР; три месяца ездил с агитпоездом имени Ленина по Прибалтике и Украине.

### Служба в ВЧК
В ноябре 1919 г. по протекции Генриха Ягоды назначен заведующим архивом УД ОО ВЧК, работал по разборке трофейных белогвардейских архивов. В 1920 г. распоряжении полномочного представителя ВЦИК, НКВД и ВЧК на Дону и на Северном Кавказе, особоуполномоченного ОО ВЧК и начальника ОО Кавфронта К. И. Ландера. Проводил ревизии местных ЧК и ревтрибуналов в Кубано-Черноморской и Тверской областях, на Северном и Южном Кавказе, в Дагестане и Азербайджане. В марте 1920 г. принимал участие в исследовании по линии Наркомпроса дворцов и домика А. П. Чехова; встречался с писателями И. Шмелёвым, К. Треневым, Сергеевым-Ценским и другими. В апреле 1920 г. принимал участие в фильтрации белых офицеров и разгрузке тюрем. В августе-сентябре 1920 г. был начальником полевого отделения ОО Кавфронта.
В 1921—1922 годах служил в центральном аппарате ВЧК-ГПУ, инспектировал репертуар московских академических театров; редактирование в Госиздате. В 1920—1930-х годах занимался организационной работой во Всероссийском объединении крестьянских писателей. В 1925—1935 был редактором журналов «Красная нива», «Колхозник», «Земля советская». При советской власти написал лишь несколько рассказов. Замысел романа остался неосуществлённым.
31 января 1938 года был арестован, в апреле расстрелян.

Касаткин писал преимущественно рассказы из крестьянской жизни; язык его прозы необычайно выразителен. Он сумел убедительно показать свою глубокую внутреннюю связь с крестьянской судьбой и подлинное знание крестьянской жизни. Его рассказы хорошо разработаны и просты по композиции. Действие развивается медленно, включает в себя множество конкретных деталей. Так же медленно разворачивается фраза, богатая эпитетами. В диалогах отражается народный язык, они строятся в соответствии с крестьянским образом мыслей, не вызывая ощущения искусственности.— Вольфганг Казак

## Сочинения
- Лесная быль, 1916
- Тюли-люли, 1925
- Деревенские рассказы, 1925, переизд. 1967
- Галчата, 1930
- Так было. 1935

## Издания
- Собрание сочинений. В 3-х томах, 1928—1929.
- Избранные рассказы. 1933, 1937, 1957.
- Перед рассветом, 1977.
- Мужик, 1991.